# Trolejbusy w Sarajewie
Trolejbusy w Sarajewie − system komunikacji trolejbusowej w stolicy Bośni i Hercegowiny, Sarajewie. Trolejbusy w Sarajewie uruchomiono 23 listopada 1984.

## Linie
Obecnie w Sarajewie istnieje 6 linii trolejbusowych:
101  OTOKA − TRG AUSTRIJE

102  OTOKA − JEZERO

103  DOBRINJA − TRG AUSTRIJE

104  TRG AUSTRIJE − MOJMILO (już nieczynne)

105  VOGOŠĆA − TRG AUSTRIJE

107  DOBRINJA − JEZERO

108  DOBRINJA − OTOKA

## Tabor
Obecnie w liniowej eksploatacji znajduje się 37 trolejbusów.
- Hess SwissTrolley 2 (BGT-N2) - 14 trolejbusów
- NAW BGT 5-25 − 9 trolejbusów
- MAN SL 172 HO − 1 trolejbus
- BKM-433.00D - 13 trolejbusów